# Tumba (Schweden)
Tumba ist ein Ort in Großraum Stockholm in der schwedischen Provinz Stockholms län und der historischen Provinz Södermanland. Die Stadt ist Hauptort der Gemeinde Botkyrka. Das „dicht bebaute“ Gebiet (tätort) reicht bis in die Gemeinde Salem hinein und umfasst auch deren Hauptort Salem (dort 16.252 Einwohner auf 930 Hektar der Fläche des Tätorts Tumba, 2015).

## Geschichte
Die Siedlung entstand an einem Haltepunkt der Eisenbahn. Der alte Bahnhof an der Västra stambana (ABBA drehten hier das Video zu The Day Before You Came) wurde zum Ende des 20. Jahrhunderts durch einen modernen Haltepunkt ersetzt, an dem die Nahverkehrszüge des Pendeltåg halten. Gleichzeitig wurde das Zentrum des Ortes den heutigen Erfordernissen angepasst.

## Bevölkerung

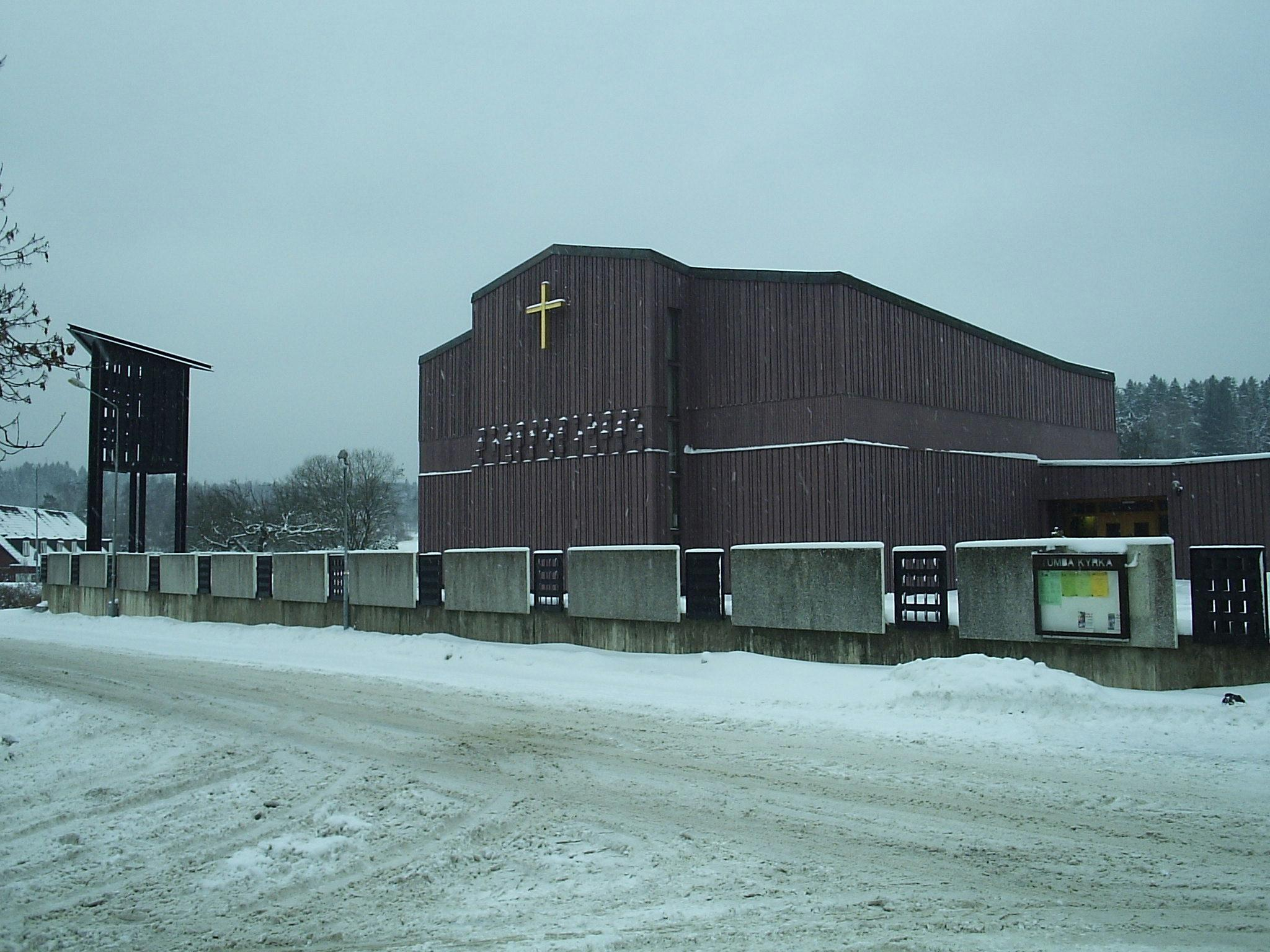
Kirche von Tumba

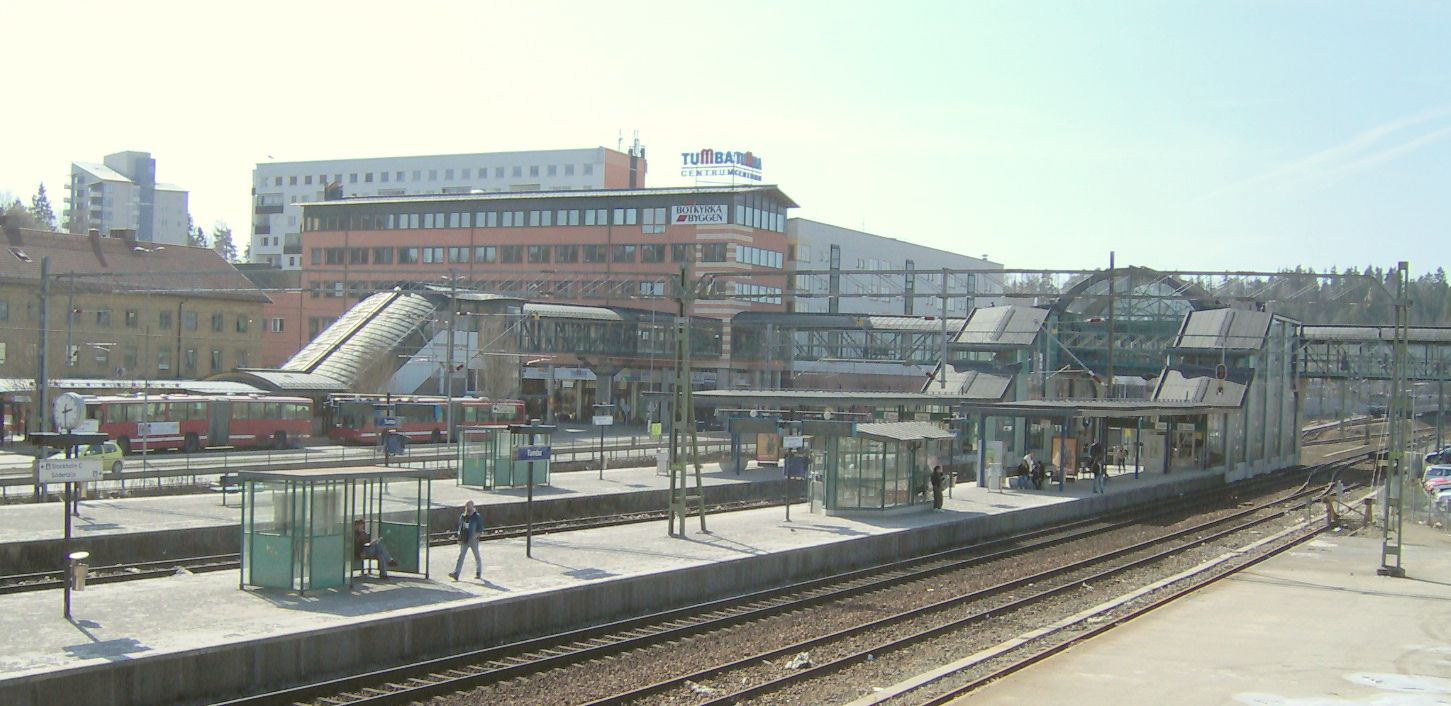
Bahn- und Busstation in Tumba

In Tumba liegt der Anteil ausländischer Einwohner bei 19,6 Prozent. So gibt es eine syrisch-orthodoxe Kirche, die den hohen Anteil von Personen aus Syrien und anderen Ländern des Nahen Ostens widerspiegelt.

## Wirtschaft
In Tumba befindet sich seit 1755 die Papierfabrik der Schwedischen Reichsbank. Auch die weltweit operierende Maschinenbaufirma Alfa Laval ist hier ansässig.

## Persönlichkeiten

### In Tumba geboren
- Herman Sätherberg (1812–1897), Arzt und Dichter
- Jon Ekstrand (* 1976), Komponist und Tontechniker
- Levan Akin (* 1979), Filmregisseur und Drehbuchautor

### Mit Tumba verbunden
- Klas Pontus Arnoldson (1844–1916), Journalist, Friedensnobelpreisträger; in Tumba Stationsvorsteher
- Amon Amarth, schwedische Death-Metal-Band

## Belege
1. 1 2  Statistiska centralbyrån: Landareal per tätort, folkmängd och invånare per kvadratkilometer. Vart femte år 1960 - 2015 (Datenbankabfrage)
2. ↑  Statistiska centralbyrån: Tätorter 2015 som delas av kommungräns (Excel-Datei)